# Oleh Ljaško
Oleh Valerijovyč Ljaško (in ucraino Олег Валерійович Ляшко?; Černihiv, 3 dicembre 1972) è un politico e giornalista ucraino, deputato della Verchovna Rada dal 2006 al 2019 e leader del Partito Radicale di Oleh Ljaško.
Ljaško venne eletto come deputato nelle elezioni parlamentari del 2006 e del 2007 con il Blocco Julija Tymošenko e alle elezioni parlamentari del 2012 e del 2014 con il Partito Radicale di Oleh Ljaško. Nel elezioni del 2019 perde il suo seggio al parlamento.
Ljaško risultava essere a capo del battaglione “Šachtar” molto attivo nell'est dell'Ucraina contro i separatisti russi. Human Rights Watch e Amnesty International hanno condannato le attività del battaglione Ljaško "Ucraina" e le azioni del politico nell'Ucraina orientale. Amnesty International, pur rilevando "gli abusi perpetrati da entrambe le parti in conflitto", ha indicato Ljaško come "un parlamentare particolarmente errante" che ha pubblicato video delle sue azioni sul suo sito web. Secondo Ljaško le sue azioni dovrebbero essere viste come arresti di cittadini e ha accusato Amnesty International di essere "ovviamente di parte".
Durante la battaglia di Černihiv divenne uno dei comandanti della difesa territoriale.